# Hjógo (nádraží)
Hjógo je osobní železniční nádraží v Japonsku. 

## Historie
V provozu od 1. listopadu 1888.

## Současnost

### Nástupiště
Nádraží má celkem 5 dopravních kolejí.
| stanice | kolej                           | linka                        | směr |
| ------- | ------------------------------- | ---------------------------- | ---- |
|         | 1                               | A Několik regionálních vlaků | Kóbe |
| 2       | A Regionální a městské vlaky    | Kóbe                         |      |
| 3       | A Regionální a městské vlaky    | Suma, Akaši                  |      |
| 4       | A Několik regionálních vlaků    | Akaši                        |      |
| VDM     | Vadamisacké tratě městské vlaky | Vadamisaki                   |      |

VDM: Kolej pro Vadamisackou trať

### Vlakové trasy
- Linka  A 
  - Kajsok: Regionální vlak
  - Fucú: Městský vlak
- Vadamisacká trať
  - Městský vlak

Stav: 13. březen 2021 
| Průměrný interval (min) | Trasa na západ                                                                  | Linka            | Trasa na východ                                                 | Průměrný interval (min) | Společnost |
| ----------------------- | ------------------------------------------------------------------------------- | ---------------- | --------------------------------------------------------------- | ----------------------- | ---------- |
| 15                      | Aboši,Kakogava -...- Akaši - Maiko - Tarumi - Suma - Hjógo                      | A Kajsok         | Hjógo - Kóbe - Motomači - Samnomija -...- Jasu,Majbara          | 15                      | JR West    |
| 7.5                     | (Kakogava,Akaši -...- ) Suma - Suma Kaihin Kóen - Takatori - Šin Nagata - Hjógo | A Fucú           | Hjógo - Kóbe - Motomači - Samnomija -...- Takacuki, Šidžónavate | 7.5                     | JR West    |
| (20 ráno,večer)         | Vadamisaki - Hjógo                                                              | Vadamisacká trať |                                                                 |                         | JR West    |

### Okolní objekty
- Chrám Janagihara Ebisu